# دائرة مرسى بن مهيدي
دائرة مرسى بن مهيدي إحدى دوائر ولاية تلمسان عاصمتها مرسى بن مهيدي. وتضم كل من بلديات:
- مرسى بن مهيدي
- مسيردة لفاقة